# Gipfeltreffen in Helsinki (1990)
Das Gipfeltreffen in Helsinki  war ein Treffen zwischen dem Staatspräsidenten der Sowjetunion, Michail Gorbatschow und dem US-Präsident George Bush. Es fand am Sonntag, 9. September 1990, in der finnischen Hauptstadt Helsinki statt. Mit dem kurzfristig auf Wunsch der USA einberufenen Gipfeltreffen erreichten die diplomatischen Bemühungen um eine Beilegung der Golfkrise (2. Golfkrieg) ihren bisherigen Höhepunkt. Für Bush, als Anführer der Militärkoalition gegen den Irak, war es nach Ende des Kalten Krieges wichtig, Gorbatschow vor einem Angriff zu konsultieren.

## Ausgangslage

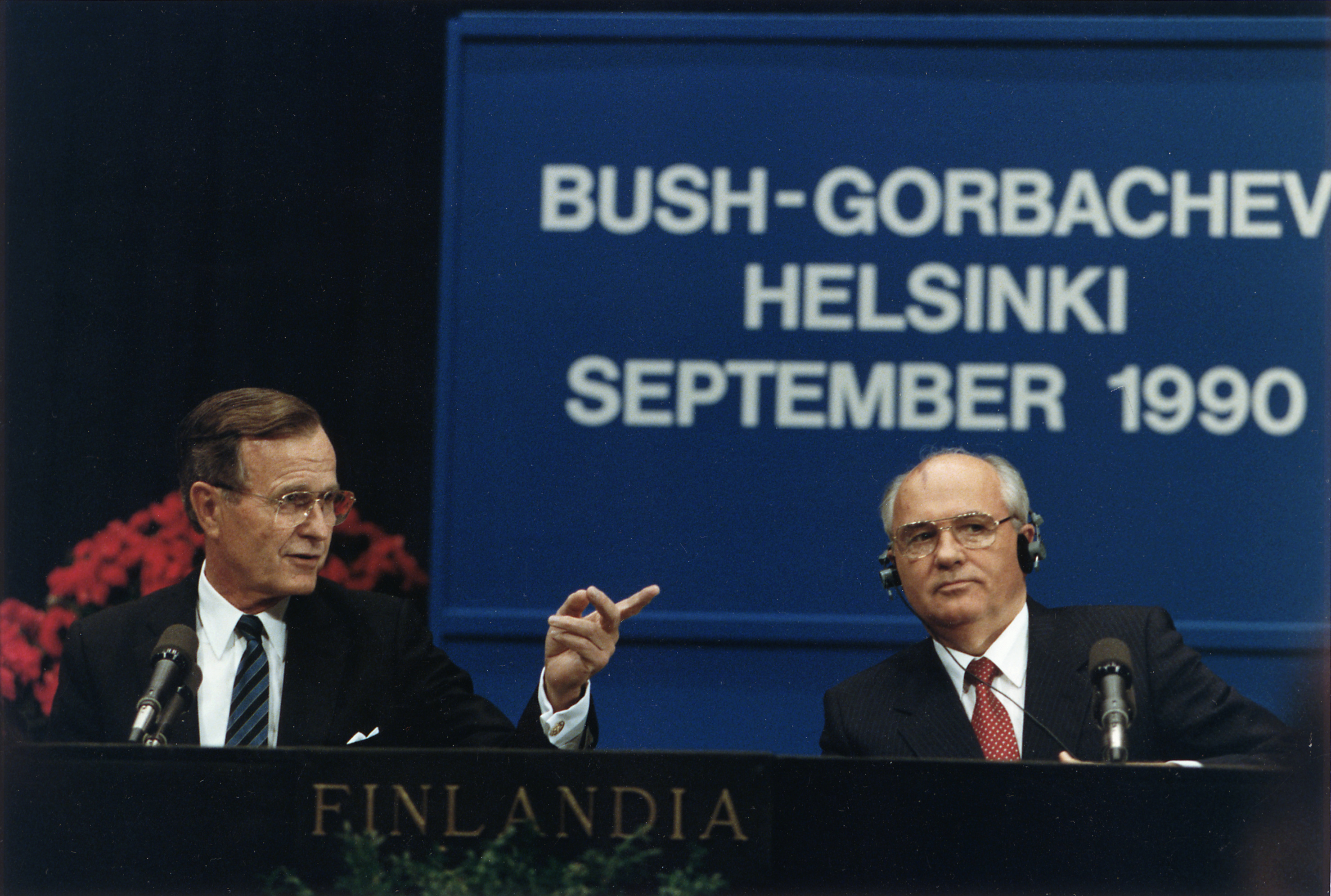
Die Präsidenten Bush und Gorbatschow in Helsinki

Am 2. August 1990 marschierten irakische Truppen in den Nachbarstaat Kuwait ein. Nach der Absetzung des Emirs und der Regierung wurde das kuwaitische Staatsgebiet, ungeachtet der einhelligen Verurteilung durch den Sicherheitsrat der Vereinten Nationen, annektiert. Als Reaktion auf die irakische Besetzung beschlossen die Vereinten Nationen ein Wirtschaftsembargo gegen den Irak, dem vor allem amerikanische Marineeinheiten durch eine Seeblockade Nachdruck verliehen.

## Gipfeltreffen
Die beiden Präsidenten erörterten in ihren siebenstündigen Beratungen die explosive Lage am Persischen Golf.
Das Gipfeltreffen fand vor dem Hintergrund statt, dass beiden Supermächten schlechte Erfahrungen mit alleine durchgeführten Aktionen nicht erspart geblieben waren, so in Afghanistan und in Vietnam.

## Ergebnis des Gipfeltreffens
In einer einmütigen Erklärung zum Schluss des Gipfels verurteilten Bush und Gorbatschow den Irak und forderten die Räumung Kuwaits. Sie stellten fest: „Wir sind vereint in der Auffassung, dass die Aggression des Irak nicht toleriert werden darf. Eine friedliche internationale Ordnung ist nicht möglich, wenn große Staaten ihre kleineren Nachbarn verschlingen.“
Weiter erklärten sie, sie seien zu „weiteren Schritten“ bereit, wenn Irak nicht auf die weltweiten Sanktionen reagiere und „im Interesse der Menschlichkeit“ könne es notwendig werden, Nahrungsmittel nach Irak und Kuwait gelangen zu lassen. Darüber dürfe aber nur der UN-Sicherheitsrat entscheiden, und solche Importe müssten streng überwacht werden.
Bush versicherte, dass die amerikanischen Truppen „nicht länger als erforderlich“ am Golf bleiben sollen. Gorbatschow nannte das eine „sehr wichtige Erklärung“ des amerikanischen Präsidenten.
Keine restlose Übereinstimmung erzielten Bush und Gorbatschow über das Offenhalten einer militärischen Option gegen den Irak, die Beteiligung Moskaus mit Bodentruppen an der multinationalen Streitmacht von 23 Ländern sowie in der Frage der Verbindung der Golfkrise mit dem gesamten Nahostkonflikt. Während Gorbatschow eindringlich für eine friedliche politische Lösung plädierte, räumte Bush ein: „Darüber haben wir möglicherweise eine unterschiedliche Ansicht.“ Er habe Gorbatschow nicht um die Entsendung von Bodentruppen gebeten.

## Nach dem Gipfeltreffen
Ab dem 16. Januar 1991 begann eine Koalition, angeführt von den Vereinigten Staaten und legitimiert durch die Resolution 678 des UN-Sicherheitsrates, mit Kampfhandlungen zur Befreiung Kuwaits.